# Liste der Kulturdenkmäler in Worms-Ibersheim
In der Liste der Kulturdenkmäler in Worms-Ibersheim sind alle Kulturdenkmäler des Stadtteils Worms-Ibersheim aufgeführt. Grundlage ist die Denkmalliste des Landes Rheinland-Pfalz (Stand: 1. Juni 2023).

## Denkmalzonen
| Bezeichnung                        | Lage | Baujahr                    | Beschreibung | Bild            |
| ---------------------------------- | --- | -------------------------- | --- | --------------- |
| Denkmalzone Ortskern               | An den Schafscheuern 3–11, Hinterhofstraße 2–16, Im Fuchseck 1–6 und 8, Killenfeldstraße 1 und 6, Kirchplatz 1–5, Menno-Simons-Straße 1–21 und 2–16, Schloßhof 1 und 2 Lage | 16. bis 19. Jahrhundert    | Bruchstücke der spätmittelalterlichen bzw. frühneuzeitlichen Mauer (Rückwand von Wirtschaftsgebäuden), Reste der östlichen, rheinseitigen Pforte (Menno-Simons-Straße), nördliche Pforte an einem Ausläufer der Hinterhofstraße, der auf Im Krautland führt; im Ortskern stattliche Hofanlagen, erste Hälfte des 19. Jahrhunderts, Fachwerksubstanz des 18. Jahrhunderts; ehemaliges Schloss, ehemalige Schule, „Ammeheisje“; außerhalb des Ortsrands fünf Schafscheuern, um 1800 | Fotos hochladen |
| Denkmalzone Rheindürkheimer Straße | Rheindürkheimer Straße 11–21 und 24 Lage | Mitte des 19. Jahrhunderts | vier ortsbildprägende, einheitlich als „Aussiedlerhöfe“ angelegte stattliche Hofanlagen, Mitte des 19. Jahrhunderts | BW              |

## Einzeldenkmäler
| Bezeichnung       | Lage                        | Baujahr                    | Beschreibung | Bild                           |
| ----------------- | --------------------------- | -------------------------- | --- | ------------------------------ |
| Ammeheisje        | Killenfeldstraße 6 Lage     | 1788                       | ehemalige Fremdenherberge, jetzt Heimatmuseum; eingeschossiges Fachwerkhaus außerhalb der Ortsbefestigung, 1788                                                                                   | Fotos hochladen                |
| Mennonitenkirche  | Kirchplatz 1 Lage           | 1836                       | klassizistischer Saalbau mit Dachreiter, bezeichnet 1836 | weitere Bilder Fotos hochladen |
| Hofanlage         | Menno-Simons-Straße 9 Lage  | 19. Jahrhundert            | Hofanlage, 19. Jahrhundert; Gewölbestall bzw. -scheune mit Freisäulen, Anfang des 19. Jahrhunderts                                                                                                | BW                             |
| Schloss Ibersheim | Menno-Simons-Straße 10 Lage | 1469                       | ehemaliges Schloss mit Bauerlaubnis von 1417; spätgotische bzw. Renaissance-Fensterrahmungen des Massivbaus, wohl von 1469                                                                        | Fotos hochladen                |
| Rheinischer Hof   | Menno-Simons-Straße 19 Lage | Mitte des 19. Jahrhunderts | ursprünglich Gasthaus Rheinischer Hof, danach Schule mit Lehrerwohnung, heute Dorfgemeinschaftsraum und Sozialwohnung; fünfachsiger neuklassizistischer Putzbau, gegen Mitte des 19. Jahrhunderts | Fotos hochladen                |